# Национален киноцентър
 Тази статия е за вилната зона в София, България.  За местността в Самоков вижте Черният кос.  
„Национален киноцентър“ е местност и квартал на град София, България, разположен в район „Витоша“, на 6,9 километра южно от центъра на града.
Разположен е южно от улица „Кумата“ и западно от улица „Боянска“, като граничи с кварталите „Бояна“ и „Киноцентъра III“ и Парк „Ботаническа градина“ на север, „Драгалевци“ на изток и невключени в квартали части на планината Витоша на югозапад.

## Улици и произход на имената им
| Път               | Наречен на                                       | Местоположение |
| ----------------- | ------------------------------------------------ | -------------- |
| „Асен Георгиев“   | Асен Георгиев (1924 – 2009), партизанин          | Карта          |
| „Боянска“         | Бояна, квартал на София                          | Карта          |
| „Дора Габе“       | Дора Габе (1885-1983), поетеса                   | Карта          |
| „Карл Джерси“     | Карл Джераси (1923-2015), американски фармаколог | Карта          |
| „Кумата“          | Крум Новаков – Кумата (1898 – 1921), алпинист    | Карта          |
| „Лескова гора“    | ?                                                | Карта          |
| „Невена Коканова“ | Невена Коканова (1938 – 2000), актриса           | Карта          |
| „Радецки“         | „Радецки“, кораб                                 | Карта          |